# ヴィットリオ・コスタンティーニ
ヴィットリオ・コスタンティーニ (Vittorio Costantini、1944年 − ) は、イタリアの芸術家、バーナーワーク作家。ガラスを用いて魚類や鳥類、昆虫などを作り、今では世界的に評価されている。

## 概要
イタリア、ムラーノにて生まれた。
幼少期から海に囲まれた環境で育ち、潟で出会った小さな生物に強い関心を持つようになった。
コスタンティーニは、図鑑や資料を参考に対象を忠実に再現するという制作方法から、それらを土台にして自身が考案した独自の新しい技術や自由な発想を盛り込み、わずか1cmにも満たない実物大の昆虫や、表情豊かな鳥類など様々な作品を生み出してきた。
それぞれの生き物たちが持つ美しさを本物以上に輝かせるため、ガラスの色彩や表現方法の研究を重ねた。
余談だが、『開運!なんでも鑑定団』（テレビ東京）にて、一般人出演者が彼の作品であるガラスのクワガタを出品。鑑定士により本物と確認された。